# Helminthostachys zeylanica
Helminthostachys zeylanica är en låsbräkenväxtart som först beskrevs av Carl von Linné, och fick sitt nu gällande namn av William Jackson Hooker. Helminthostachys zeylanica ingår i släktet Helminthostachys och familjen låsbräkenväxter. Inga underarter finns listade i Catalogue of Life.

## Bildgalleri

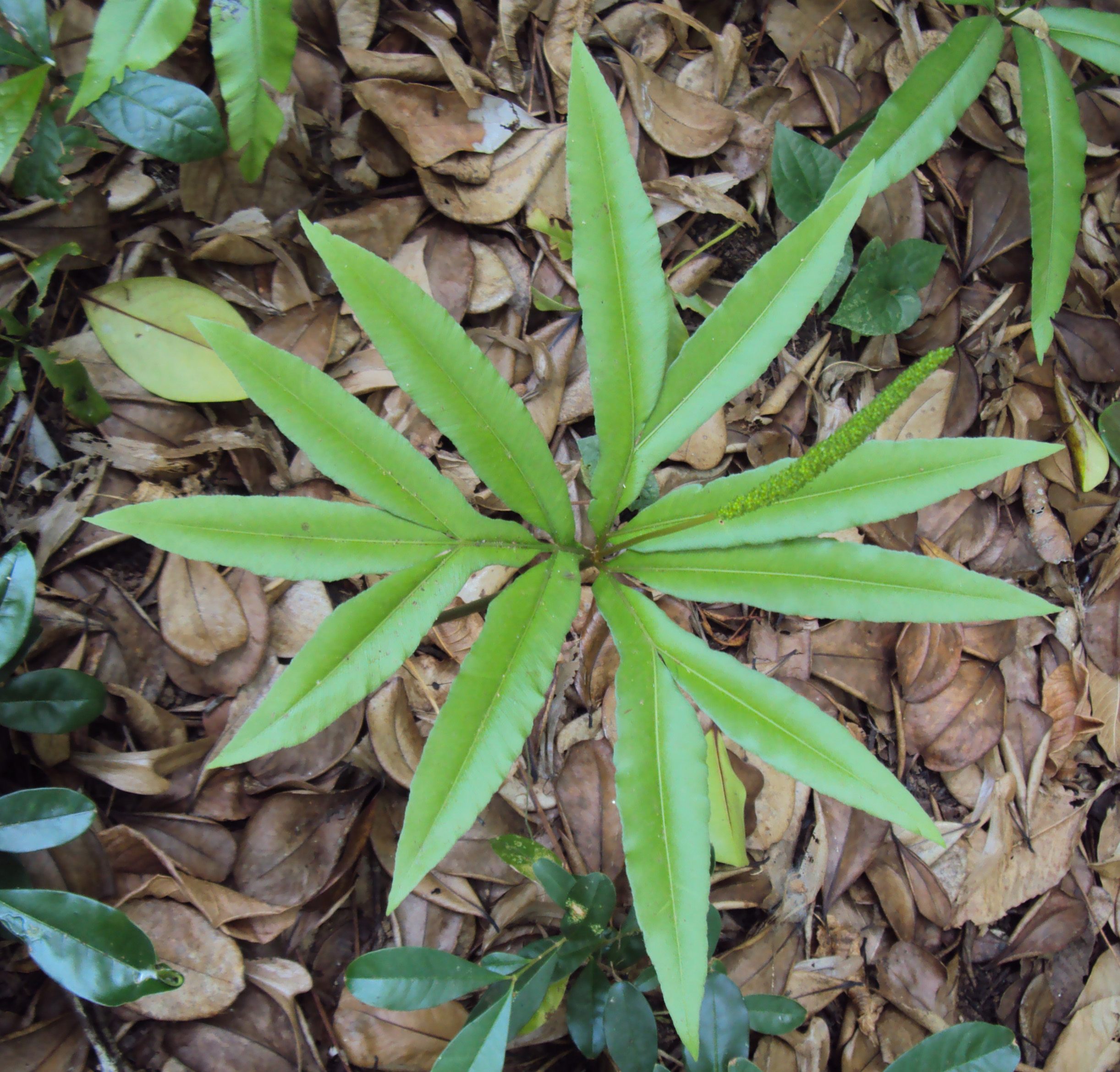
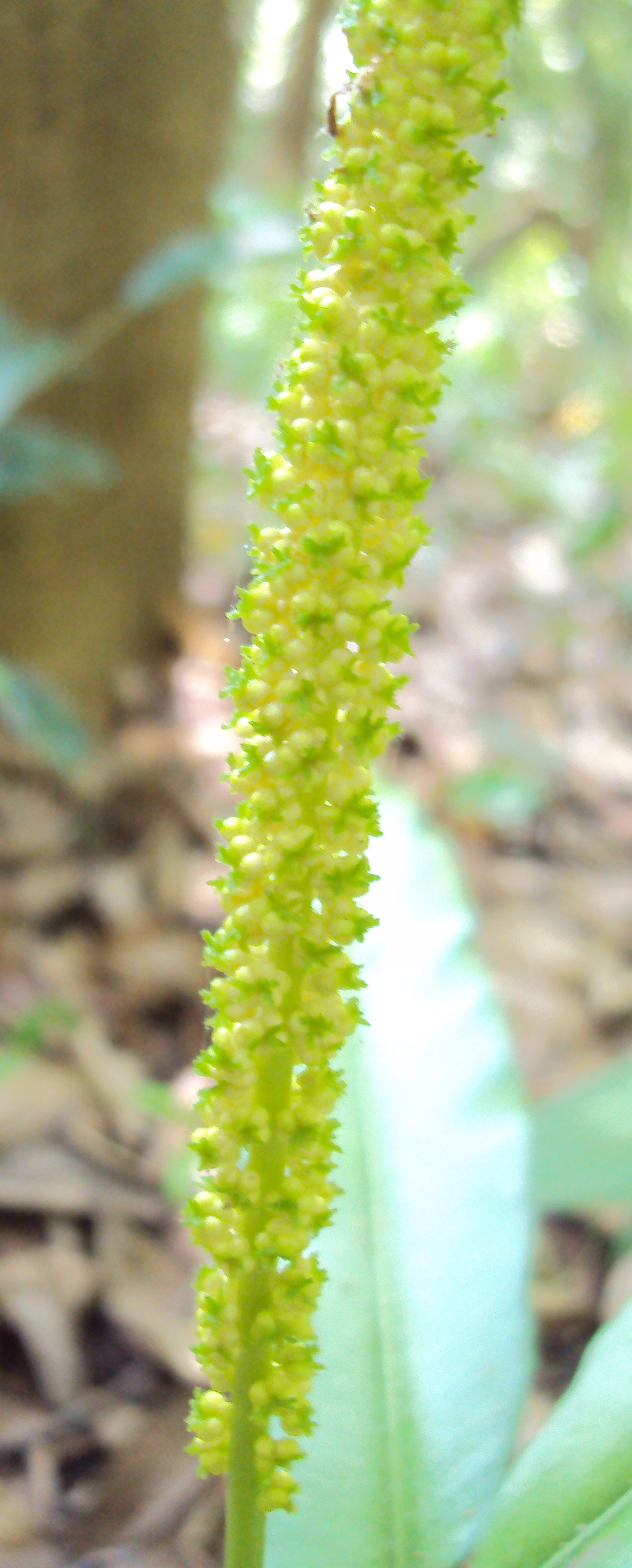
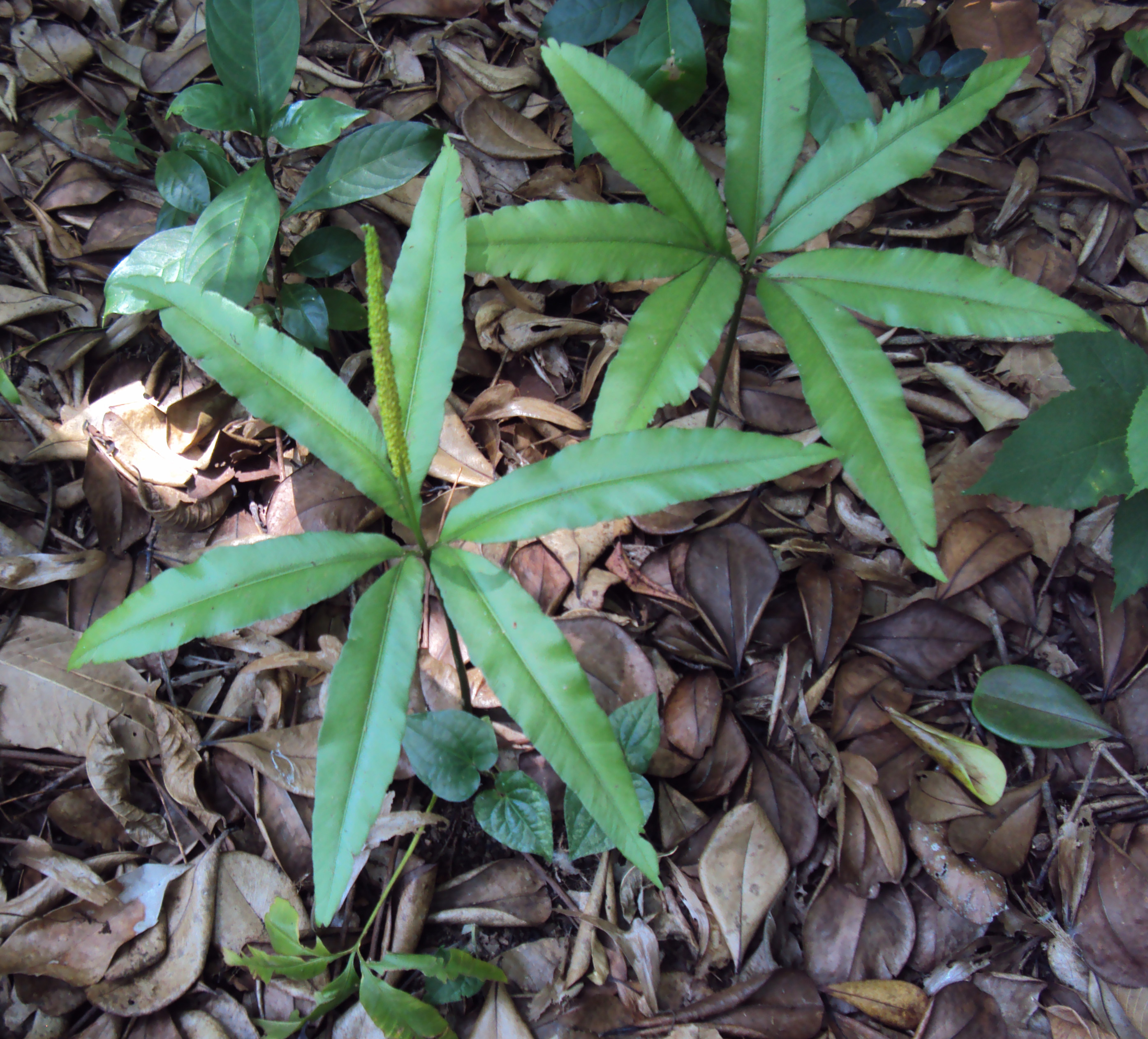
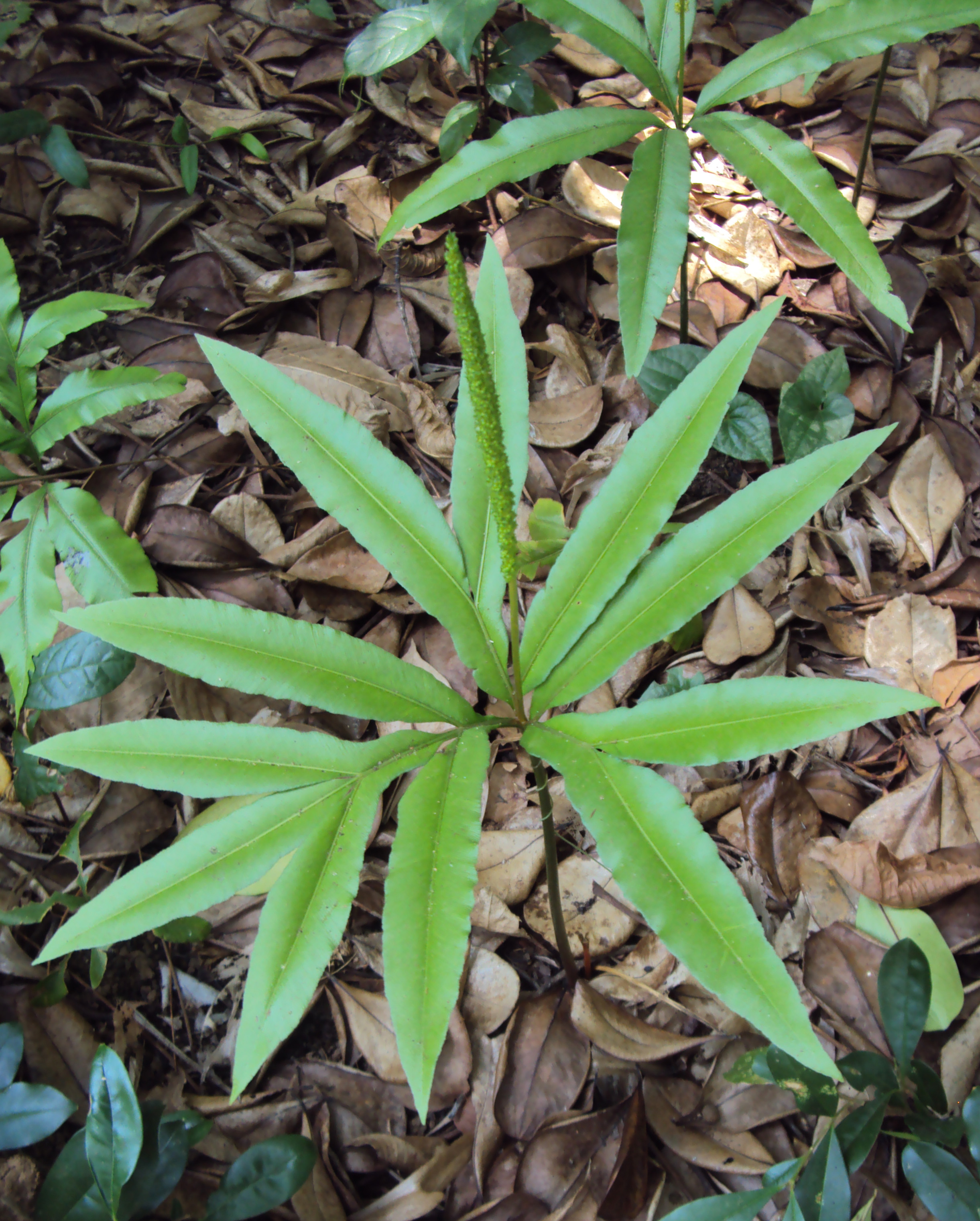
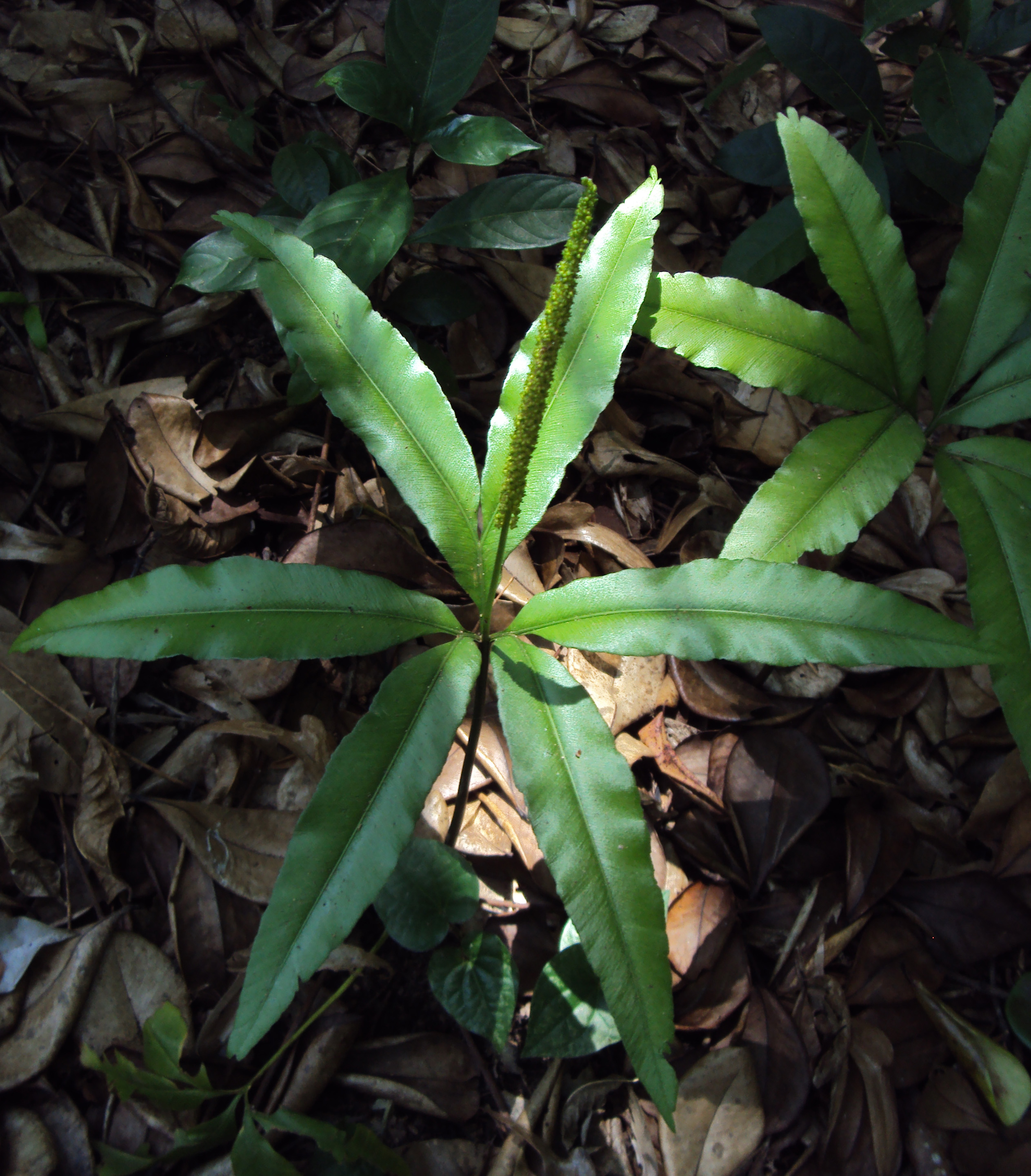
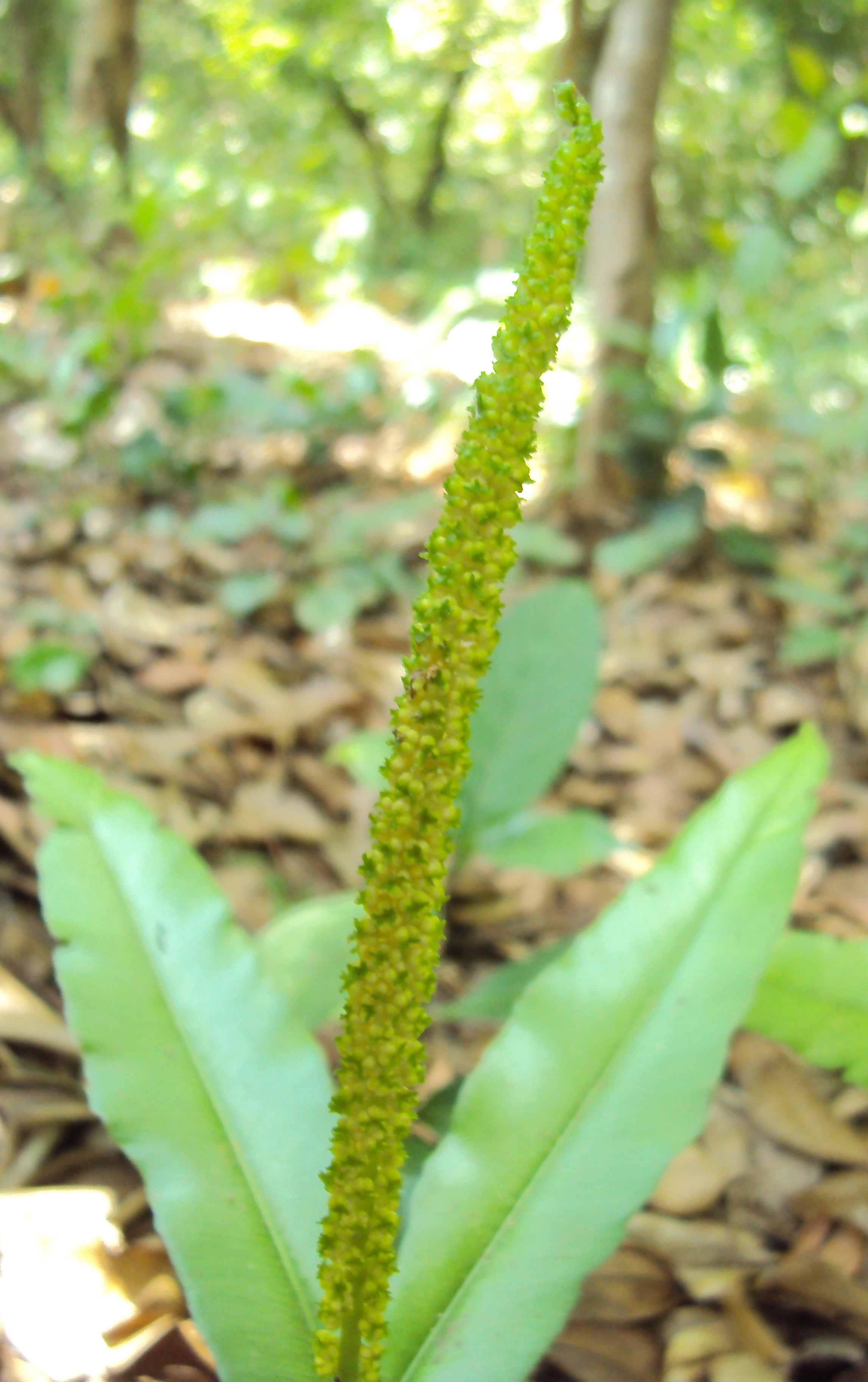